# Kaboul (province)
Pour les articles homonymes, voir Kaboul (homonymie).

Carte des districts de la province de Kaboul

Kaboul (en dari : کابل ; en pachto : کابل) est une province de l'est de l'Afghanistan. Sa capitale est Kaboul, la capitale du pays.

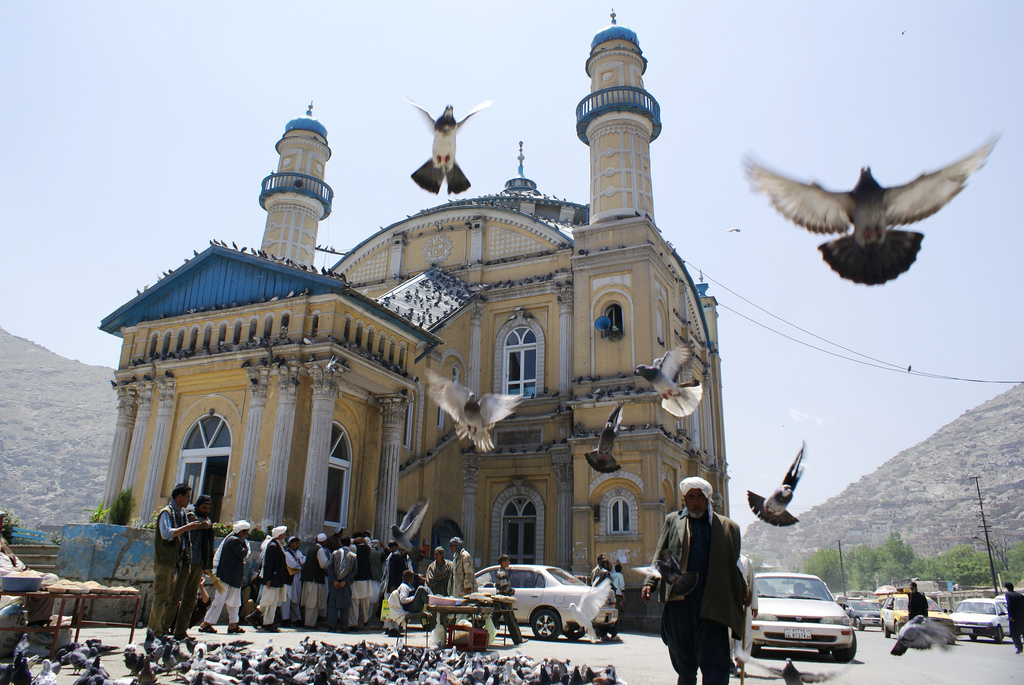
Mosquée Shah-e-Doshamshera

La population de la province de Kaboul est de plus de 5 millions d’habitants en 2020, dont plus de 85 % vivent dans des zones urbaines.
Elle est limitrophe des provinces de Parwan au nord, de Kapisa au nord-est, de Laghman à l’est, de Nangarhar au sud-est, de Logar au sud et de Wardak à l’ouest.

## Liste des districts
Elle compte 15 districts :
- district de Bagrami
- district de Chahar Asyab
- district de Dih Sabz
- district de Guldara
- district de Istalif
- district de Kaboul
- district de Kalakan
- district de Khaki Jabbar
- district de Mir Bacha Kot
- district de Musayi
- district de Paghman
- district de Qarabagh
- district de Shakar Dara
- district de Saroubi